# Polismordet i Högdalen 1992
Polismordet i Högdalen 1992 ägde rum den 17 februari 1992, då 53-årige svenske polisassistenten Leif Widengren, född 15 mars 1938 i Frösö socken, sköts till döds när han tillsammans med två kolleger skulle bevaka en värdetransport i Högdalen i Stockholm. Detta polismord är det enda i Sverige som hittills inte klarats upp. Widengren sköts till döds med en AK 4.

## Händelsen
Måndagen den 17 februari 1992 klockan 09.00 eskorterade Widengren och två kolleger från trafikpolisen en värdetransport från Securitas till posten i Högdalens centrum i södra Stockholm. Värdetransporten skulle hämta pengar från postkontoret när fyra rånare slog till och enligt uppgift kom över cirka 20 miljoner kronor. Senare uppgifter minskar detta till en miljon, fastän transportbilen innehöll 20 miljoner. Under vapenhot hade väktaren från Securitas tagits som gisslan och dragits in i en vit BMW.
Just i det ögonblicket befann sig Widengren och hans kollegor i polisbilen 200 meter från posten. Larmet hade gått och man hade stannat polisbilen för att stoppa rånarna. En av rånarna vände sig om när han såg polisbilen och avlossade två skott med ett automatvapen av typen AK 4. Två kulor spårljusammunition slog genom den bakre dörren i polisbilen och träffade en oskyddad Widengren i bröstet där han satt i baksätet. Han avled i ambulans på väg till lasarettet. Den gisslantagna vakten kastades sedan ur rånarnas flyktbil. Man hade fortsatt till en pizzeria där den nya flyktbilen, en mörk Saab, stod parkerad. Den hittades på ett industriområde vid Västberga Allé och där hade spåren tagit slut. När nästa polispatrull kom till platsen, hade rånarna försvunnit.
År 2005 kom det fram att Widengren hade skjutits med tre olika vapen och inte ett som tidigare hävdats. Utredningen omfattar mer än 50 000 dokument från förhör, tips och tekniska undersökningar, men ännu (2024) har ingen gripits. En belöning på två miljoner kronor är utfäst. Polisens cold case-grupp har hand om fallet.
Fallet togs upp i TV-serien Cold Case Sverige i TV4 2005 samt Veckans brott i SVT 2012 och 2014.
Widengren gravsattes den 9 april 1992 på Storkällans begravningsplats i Nacka kommun.